# Megophrys caudoprocta
Megophrys caudoprocta es una especie de anfibios de la familia Megophryidae.

## Distribución geográfica
Es endémica de la provincia de Hunan (China).